# Bundesratssprecher
Bundesratssprecher (französisch Porte-parole du Conseil fédéral; italienisch Portavoce del Consiglio federale; rätoromanisch Pledader dal Cussegl federal) ist eine Funktion in der schweizerischen Bundeskanzlei, die in der Regel von einem der beiden Vizekanzler bekleidet wird. Der Bundesratssprecher informiert die Öffentlichkeit über Regierungsentscheide (Regierungssprecher) und berät die Landesregierung in Informations- und Kommunikationsfragen.

## Geschichte

### Informelles Amt
Vor der offiziellen Einführung des Amtes des Bundesratssprechers führte einer der beiden Vizekanzler in der Öffentlichkeit die Bezeichnung «Vizekanzler für Information» beziehungsweise «Vizekanzler mit spezieller Berücksichtigung der Informationsaufgaben». Inoffiziell galt diese Funktion somit als «Regierungssprecher». Die Presse setzte den Begriff gelegentlich in Anführungs- und Schlusszeichen.
Zwischen 1968 und 1981 war der damalige Vizekanzler Walter Buser für die Informationspolitik des Bundesrates zuständig. Im Juli 1981 ernannte die Regierung den langjährigen Tessiner Bundeshauskorrespondenten Achille Casanova zum Vizekanzler. Er nahm diese Aufgabe bis zur Einführung des Bundesratssprecher-Amtes im Jahr 2000 informell wahr.

### Einführung des Amtes
In den 1990er-Jahren geriet die Informationspolitik des Bundesrates zunehmend in die Kritik. Der Anlass waren widersprüchliche Aussagen von Bundesratsmitgliedern und ihren Departementen zum Fall Friedrich Nyffenegger sowie zum Hearing von US-Senator Al D’Amato über nachrichtenlose jüdische Guthaben. Zu dieser Zeit war Achille Casanova, seit 1981 Vizekanzler, informell für die Informationspolitik der Regierung verantwortlich. Als informeller «Regierungssprecher» hatte er aber keine Weisungsbefugnis.
Obwohl der Nationalrat 1995 die Schaffung eines Regierungssprechers mit 81 zu 29 Stimmen und der Ständerat mit 19 zu 16 Stimmen abgelehnt hatten, rügte die Geschäftsprüfungskommission des Nationalrates im Mai 1997, Bundesrat und Bundesverwaltung «beherrschten die Information nur in Schönwetterlagen» und stiessen in Krisensituationen auf erhebliche Schwierigkeiten. Der einstimmig beschlossene Bericht forderte daher mit einer parlamentarischen Initiative erneut, das Amt des Bundesratssprechers zu schaffen. Dieses sollte gegenüber den übrigen Departementen und den rund 150 Informationsbeauftragten in der Bundesverwaltung weisungsberechtigt sein.
Das eidgenössische Parlament beriet das Geschäft in den Jahren 1999 und 2000. Der Ständerat setzte sich mit dem Vorschlag durch, den Bundesratssprecher als leitendes Mitglied der Bundeskanzlei zu verankern. Die Beratungen endeten am 24. März 2000 mit dem Beschluss mehrerer Änderungen im Regierungs- und Verwaltungsorganisationsgesetz.

## Aufgabe
Die Aufgaben des Bundesratssprechers werden in Art. 10a und Art. 34 des Regierungs- und Verwaltungsorganisationsgesetzes (RVOG) geregelt. Gesetzlich vorgeschrieben sind drei Kernfunktionen:
- Information der Öffentlichkeit im Auftrag des Bundesrates
- Beratung des Bundesrates und der Bundesratsmitglieder in Informations- und Kommunikationsfragen
- Koordination der Informationstätigkeit des Bundesrates, der Departemente und der Bundeskanzlei

Darüber hinaus übernimmt der Bundesratssprecher weitere koordinierende Aufgaben. In Zusammenarbeit mit den Departementen sorgt er beispielsweise für «geeignete» Vorkehrungen zur Information der Öffentlichkeit. Zu diesem Zweck dient unter anderem die Informationskonferenz des Bundes, die aus dem Bundesratssprecher und den Kommunikationsverantwortlichen der sieben Departemente besteht.
Die Bundesratssprecher nehmen als Vizekanzler an den Sitzungen des Bundesrates teil, sofern der Bundesrat nichts anderes beschliesst. Ist der Bundeskanzler abwesend, so vertritt ein Vizekanzler ihn während der Bundesratssitzung. In dieser stellvertretenden Funktion kann ein Bundesratssprecher an den Verhandlungen des Bundesrates mit beratender Stimme teilnehmen und für die Wahrnehmung der Aufgaben der Bundeskanzlei Anträge stellen (Art. 18 Abs. 2 und 3 RVOG).

## Besetzung
Der Bundesratssprecher ist laut Gesetz ein «leitendes Mitglied der Bundeskanzlei». Für die Wahl zum Vizekanzler und die Ernennung zum Bundesratssprecher ist der Bundesrat zuständig.
Seit der Einführung des Amtes wird es üblicherweise durch einen der beiden Vizekanzler besetzt. Eine Ausnahme bildete nach dem Tod von André Simonazzi die Ernennung von Ursula Eggenberger zur interimistischen Bundesratssprecherin. Eggenberger war nicht Vizekanzlerin, leitete jedoch die Sektion Kommunikation der Bundeskanzlei.
Zusammen mit der Ankündigung des Rücktritts von Vizekanzler Arcidiacono per 31. März 2025 gab der Bundesrat bekannt, dass Ursula Eggenberger ab 1. April 2025 die Funktion der Bundesratssprecherin erneut ad interim übernehmen wird, bis er über die Nachfolge von Vizekanzler Arcidiacono entschieden hat.
| Name                            | Partei    | Antritt                                         | Rücktritt          |
| ------------------------------- | --------- | ----------------------------------------------- | ------------------ |
| Achille Casanova                | CVP       | 01. September 2000 (Vizekanzler seit Juli 1981) | 31. Juli 2005      |
| Oswald Sigg                     | SP        | 01. August 2005                                 | 31. März 2009      |
| André Simonazzi                 | SP        | 01. April 2009                                  | 10. Mai 2024 (†)   |
| Ursula Eggenberger (ad interim) |           | 15. Mai 2024                                    | 30. September 2024 |
| Andrea Arcidiacono              | parteilos | 01. Oktober 2024                                | 31. März 2025      |
| Ursula Eggenberger (ad interim) |           | 01. April 2025                                  | 31. Juli 2025      |
| Nicole Lamon                    |           | 01. August 2025                                 |                    |